# Bleheratherina pierucciae
Bleheratherina pierucciae ist ein kleiner Süßwasserfisch aus der Familie der Altweltlichen Ährenfische (Atherinidae) der auf Neukaledonien in den Flüssen Pirogues und Tontouta endemisch vorkommt. Mit dem Gattungsnamen wird der deutsche Ichthyologe Heiko Bleher geehrt.

## Merkmale
Bleheratherina pierucciae ist sehr schlank, fast transparent und wird maximal 4,7 cm lang. Er besitzt 40 bis 41 Wirbel. Auge und Maul sind relativ groß. Das Ende der Prämaxillare reicht bis zum vorderen Rand der Augenhöhle.
- Flossenformel: Dorsale 1 V–VII, Dorsale 2 10–12, Anale 12–14, Pectorale 12–13, Ventrale 15.

Die Schwanzflosse hat neun dorsale und acht ventrale Hauptflossenstrahlen.

## Systematik
Bleheratherina pierucciae ist, da er aufgrund seiner osteologischen Merkmale, vor allem des Maules, keiner anderen indopazifischen Ährenfischgattung und Unterfamilie zugeordnet werden kann, systematisch isoliert und wird einer eigenen Unterfamilie (Bleheratherininae) zugeordnet.